# 넬리 블리 베이커

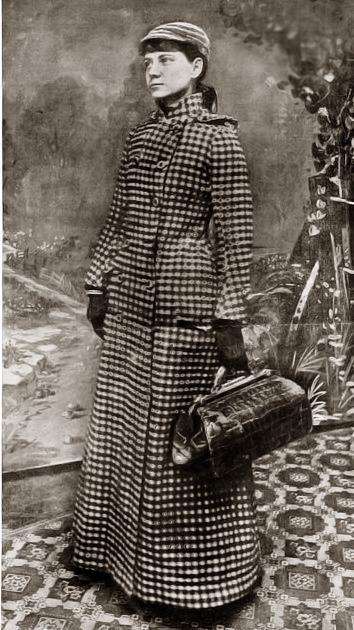

넬리 블리 베이커(Nellie Bly Baker, 1893년 9월 7일 ~ 1984년 10월 12일)는 미국의 저널리스트, 영화배우이다.

## 영화
- 새디 맥키 (1934년)
- 레드 키모나 (1925년)
- 파리의 여인 (1923년)
- 키드 (1921년)